# Sibiu Salami
Sibiu Salami, Salam de Sibiu – rumuńska odmiana salami tworzona z mięsa i tłuszczu wieprzowego, soli i innych przypraw. W 2016 Sibiu Salami została zarejestrowana jako gwarantowana tradycyjna specjalność.

## Historia
W 1885 r. pochodzący z miasta Friscanco w północno-wschodnich Włoszech Filippo Dozzi wyemigrował wraz z żoną do Rumunii pracować jako murarz. Osiedlił się w pobliżu kaminiołomu Piatra Arsă w dawnej wiosce Poiana Tapului.
Poza murarstwem, pasją Dozziego było robienie kiełbasy. Zauważył, że warunki pogodowe w Sinaii są korzystne do produkcji suchych kiełbasy. W 1910 kupił w Sinaii budynek w którym mieściła się restauracja, piwnica z winem i hotel. Rozpoczął produkcję salami, które szybko okazało się sukcesem i produktem luksusowym.
Przed śmiercią w 1943, Dozzi przekazał swoim synom recepturę Sibiu Salami. Oni kontynuowali dzieło ojca aż do znacjonalizowania firmy przez komunistyczne państwo.
Pomimo nacjonalizacji wytwórstwo Sibiu Salami rozwijało się. W 1963 r. zarejestrowano jej znak towarowy.
W 2014 r. wyprodukowano ponad 3000 ton tego produktu.